# Sphaeronella pygmaea
Sphaeronella pygmaea is een eenoogkreeftjessoort uit de familie van de Nicothoidae. De wetenschappelijke naam van de soort is voor het eerst geldig gepubliceerd in 1904 door Scott T..